# Ambositra
Ambositra est une commune urbaine malgache, chef-lieu du district d'Ambositra et de la région Amoron'i Mania. Une des villes des hautes terres centrales située à 1350 mètres d'altitude, entourée des rizières en terrasse et ayant des maisons typiquement en briques.

## Histoire
Auparavant le pays n'était qu'un groupe de hameaux de peuplades venues de presque partout vers les XIVe et XVe siècles, notamment du nord, venant d'Antsiranana (ancien Diégo Suarez, on constate encore des similarités de vocabulaires entre les régiolectes antankarana, betsimisaraka et celui du nord betsileo). D'autres franges de tribu merina venant d'Ankazobe (environ 50 km au nord de la capitale), de betsimisaraka (Marolambo).

## Géographie
Ambositra se situe sur la route nationale 7 entre Antsirabe et Fianarantsoa, à 258 km d'Antananarivo.

## Démographie
La ville compte environ 50 000 habitants

## Religion

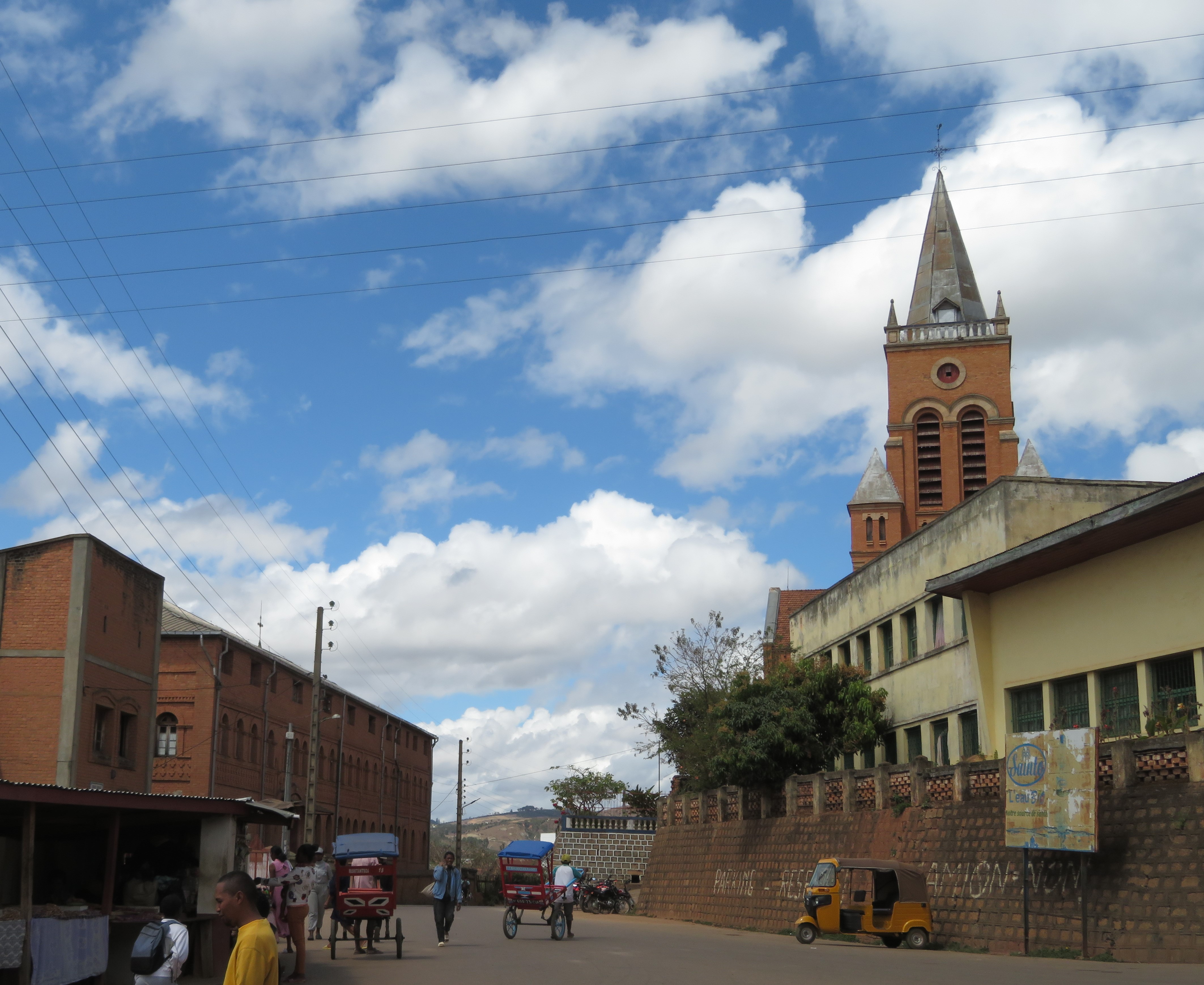
La Cathédrale du Cœur immaculé de Marie à Ambositra

Le 15 août 1873, à Sandrandahy, à environ 30 km au nord d'Ambositra, un jésuite, le père Delbosc, célèbre pour la première fois la messe dans la région. Il ne faudra attendre qu'en 1876 pour la toute première messe soit célébré dans la ville d’Ambositra elle-même.
Dans l’intervalle de 1886-1891, le père Jacques Berthieu (canonisé en 2012), était le responsable et coordinateur de la mission d’Ambositra. Avant d’être érigé comme diocèse en juin 1999, Ambositra faisait partie du diocèse de Fianarantsoa depuis le 14 septembre 1955.
Mgr Fulgence Rabemahafaly est le premier évêque d’Ambositra, ordonné dans le rang épiscopal le 31 octobre 1999 à Ankorombe Ambositra. Mgr Fidélis Rakotonarivo, de la Compagnie de Jésus, a repris son relais à la tête de ce diocèse, en juin 2005. Il est né en 1956, et il a été ordonné prêtre en 1992. Il était jusqu’ici Supérieur de la Communauté jésuite d'Ambositra et Consulteur provincial.
Le diocèse représente une population de quelque 700 000 habitants, dont environ 335 000 catholiques, 71 prêtres, et 146 religieux. La Cathédrale du Cœur immaculé de Marie se trouve au centre d'Ambositra.
La population comptait 844 792 habitations en 2016, parmi lesquelles on enregistre 421 860 des catholiques.

## Économie

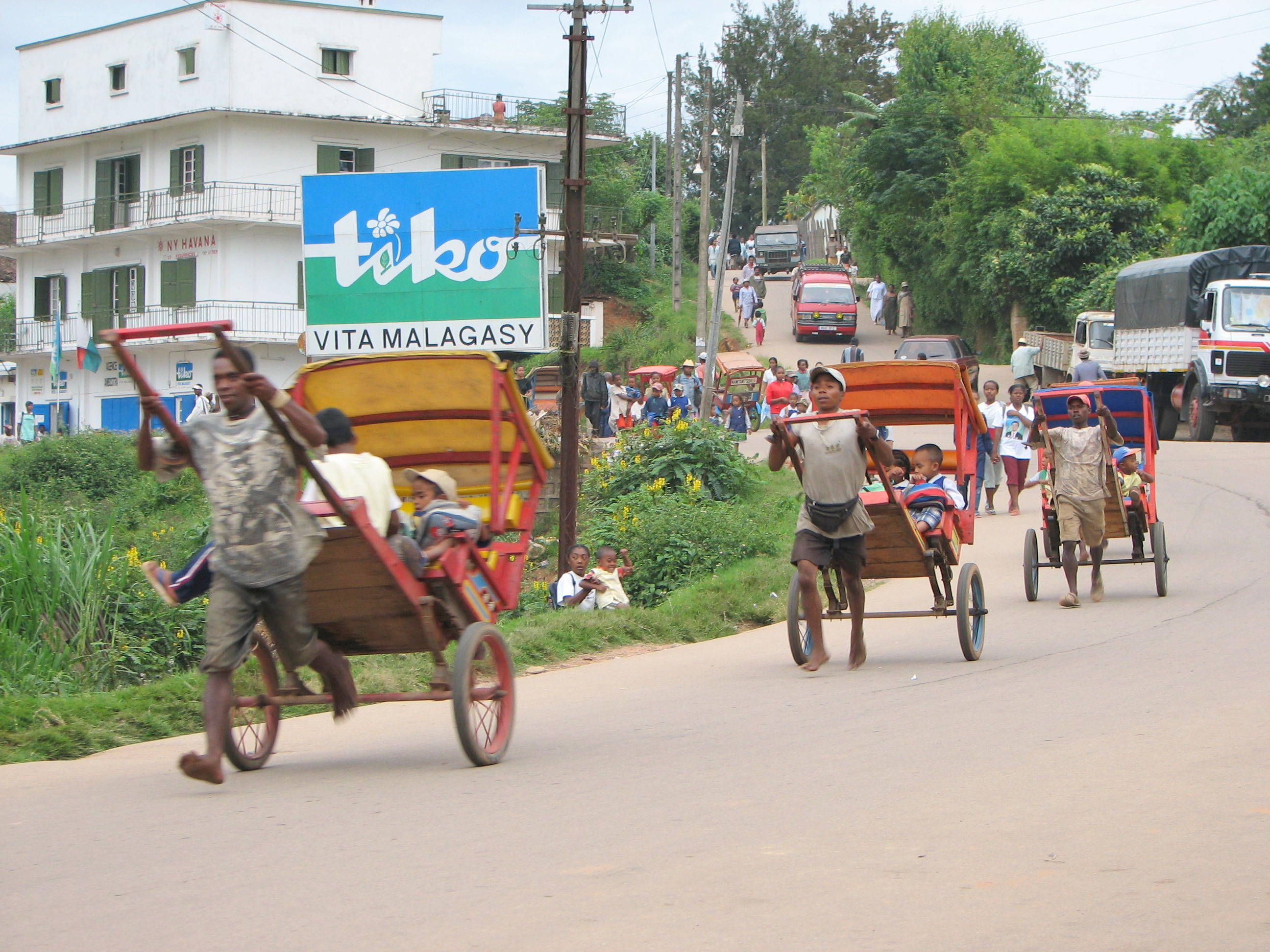
Trois pousse-pousse à Ambositra.

Ambositra est notamment connue pour être l'une des villes emblématiques de l'artisanat malgache, renommée pour la marqueterie et les sculptures sur bois.
Le travail du bois puise ses origines dans l'art zafimaniry, du nom d'une peuplade des forêts environnantes qui utilisait des essences rares comme le bois de rose et le palissandre.